# S-a furat o bombă
S-a furat o bombă este un film românesc de comedie științifico-fantastică din 1962, regizat de Ion Popescu-Gopo după propriul scenariu. El a fost filmat pe peliculă alb-negru și nu conține dialoguri. Filmul a participat la Festivalul Internațional de Film de la Cannes din mai 1962.

## Rezumat
Un tânăr (Iurie Darie) apare pe un câmp pe care se află doar o singură floare. El culege floarea, iar în acel moment apare un elicopter de unde i se fac semne amenințătoare. Tânărul fuge, urmărit îndeaproape de elicopter, dar când crede că a scăpat apar pe câmp trei mașini de unde coboară mai mulți indivizi înarmați, îmbrăcați în combinezoane și cu fețele acoperite. El le oferă floarea, dar aceasta este refuzată. Indivizii îl urcă într-o dubă, îl salută pe cel din elicopter și pleacă. Ei se întâlnesc cu câțiva bandiți, după care îl aruncă din dubă pe tânăr.
Ajuns în oraș, tânărul șomer își caută un loc de muncă, dar este refuzat peste tot. În acest timp, un grup de gangsteri (al cărui șef este interpretat de Haralambie Boroș) intră într-o clădire a companiei XOX și sparg un seif, furând de acolo o bombă pe care o pun într-o valiză. Alertați de pornirea alarmei, polițiștii sosesc la locul spargerii și îi fugăresc prin clădire pe bandiți. Bandiții fug, urmăriți de polițiștii care trag cu armele asupra lor, dar banditul gras (Ovid Teodorescu) la care se afla genta cu bomba rămăsese ascuns. El iese din clădire și îl vede în fața sa pe tânărul șomer venit să caute aici un loc de muncă. Temându-se ca bomba să nu explodeze, banditul gras îi înmânează geanta trecătorului. Polițiștii îl dau afară pe tânăr din curtea companiei XOX, refuzând să ia geanta pe care acesta le-o oferă.
Tânărul pleacă cu geanta în mână fără să știe ce conține aceasta. El este urmărit de gangsteri, dar aceștia nu vor să-l împuște deoarece se tem că bomba va exploda și va declanșa o catastrofă nucleară. Directorul companiei XOX îi oferă bani șefului bandiților pentru a-i da bomba înapoi, dar acesta din urmă n-o mai are. Între timp, tânărul hoinărește prin oraș, neavând bani nici pentru mâncare și nici pentru a plăti un adăpost pentru noapte. El se așază la rând la cantina săracilor pentru a primi o supă, timp în care Somerhot (Emil Botta) îi fură geanta. Tânărul observă în autobuz o taxatoare blondă (Eugenia Balaure) pe care o aseamănă cu un înger.
Somerhot se duce la un bar de noapte unde vinde geanta pentru bani și un pahar de alcool, dar cei de acolo îi dau bomba înapoi. Văzând geanta, șeful bandei pornește în căutarea lui Somerhot. Acesta recuperează geanta și pune bomba înapoi în ea. El se întâlnește pe drum cu tânărul, care-și recunoaște geanta și o recuperează. Tânărul o observă pe taxatoare coborând din autobuz și o conduce acasă, iar ea îl sărută la despărțire. El se așază pe jos în fața clădirii și visează că fata acceptă să devină iubita sa. După ce se trezește, el o urmărește pe fată și-l observă în autobuz pe banditul gras care-i înmânase geanta și aleargă pentru a i-o restitui.
În barul de noapte sosesc polițiștii și are loc o bătaie generală între bandiți și oamenii legii. Tânărul ajunge întâmplător pe acolo, iar bandiții și polițiștii văzând că el are valiza cu bomba o iau la fugă de frica producerii unei explozii. Șomerul rătăcește pe străzile pustii, cu geanta la el. Aflând de primejdia care îi pândește, oamenii se adună în jurul tânărului, iar fata blondă are curajul să se apropie de el. Ea deschide servieta, rupe o bucată din bombă și o aruncă pe pământ, producând o mică explozie. Tânărul împarte la fiecare câte o bucățică din bombă, iar oamenii folosesc energia ei în scopuri pașnice. Cei doi tineri se plimbă împreună pe câmpul fără flori, iar tânărul pune în pământ bucățica sa de bombă și pe câmp răsar flori.

## Distribuție
- Iurie Darie — Om, tânăr șomer (menționat Darie Iurie)
- Liliana Tomescu — Cameleon, iubita șefului bandei
- Haralambie Boroș — șeful bandei
- Eugenia Balaure — Înger de fată, taxatoarea din autobuz
- Jean Dănescu — Astaom
- Puiu Călinescu — banditul slab Umbra
- Ovid Teodorescu — banditul gras Bandgras
- Tudorel Popa — banditul cu ochelari Bandlung
- Ștefan Niculescu-Cadet — șef de poliție (menționat Cadet Niculescu)
- Ion Popescu-Lac — Maimare (menționat Lak Popescu)
- Draga Olteanu-Matei — bona cu copilul (menționată Draga Olteanu)
- Cella Dima — barmanița de la barul de noapte
- Ion Bondor
- Geo Saizescu
- Constantin Brezeanu
- Ion Atanasiu Atlas
- Emil Botta — Somerhot, cel care fură geanta tânărului (menționat Emil Bota)
- Horia Căciulescu — banditul urât din barul de noapte
- Nelly Sterian
- Florin Piersic — bandit tânăr
- Dumitru Hitru
- Nicolae Motoc
- Nicu Constantin — chitaristul de la barul de noapte (nemenționat)
- Cornel Gârbea — bandit tânăr (nemenționat)

## Producție
Filmul a intrat în faza de producție la 20 ianuarie 1961. El a fost realizat în studiourile Centrului de Producție Cinematografică „București”. Filmările s-au desfășurat în perioada 2 iunie - 21 august 1961 și au avut loc la Zilișteanca (județul Buzău) și Alexandria (cadrele exterioare) și la Buftea (cadrele interioare). S-a furat o bombă este un film alb-negru fără dialog și reprezintă debutul regizorului Ion Popescu Gopo în lungmetrajul cu actori.
Regizori secunzi au fost Camelia Cojan și Mircea Iva. Producția filmului a fost coordonată de Dumitru Tofan și Sideriu Aurian. Trucajele au fost realizate de ing. Alexandru (Alecu) Popescu (fratele regizorului). Muzica a fost compusă de Dumitru Capoianu. Orchestrația este realizată de Orchestra Simfonică a Cinematografiei dirijată de Paul Popescu.
Filmul a fost realizat pe peliculă alb-negru și are o lungime de 2080 de metri utili. Copia standard a fost finalizată la 2 noiembrie 1961. Cheltuielile de producție s-au ridicat la 5.032.000 lei.

## Recepție
Filmul S-a furat o bombă a fost vizionat de 2.006.053 spectatori la cinematografele din România, după cum atestă o situație a numărului de spectatori înregistrat de filmele românești de la data premierei și până la data de 31.12.2007 alcătuită de Centrul Național al Cinematografiei. 
Presa internațională a primit cu laude acest film. În presa engleză, S-a furat o bombă a primit epitete ca „o comedie exuberantă” (Eric Shorter, "Daily Telegraph", 25 august 1962), „o satiră subtilă și adesea ilariantă” (Satiră din România, "Edinburgh Evening News", 30 august 1962), „un sumum al genului naivității politice, dar, în special în primele 15-20 minute, satirizează tipul învechit al gangsterului american de o manieră care merită toate laudele” (James Breen, Pe ecrane, "Observer", 2 septembrie 1962), „o fantezie satirică” (Bomba, "Daily Worker", 3 septembrie 1962) etc. Într-un articol din Sovețkaia Kulture, jurnalista sovietică I. Surkova consideră că filmul lui Gopo „abundă de glume de un haz sincer”; ea laudă finalul filmului, comicul de situație și descoperă unele asemănări cu filmele comice ale lui Mack Sennet (de unde au fost inspirați polițiștii) sau cu cele ale lui Charles Chaplin (secvența visului eroului). 
În lucrarea „Istoria filmului românesc (1897-2000)”, criticul Călin Căliman afirma că filmul S-a furat o bombă este o parabolă antirăzboinică, având ca metaforă-cheie pledoaria pentru folosirea energiei nucleare în scopuri pașnice. Filmul este considerat „tezist pe alocuri, cu unele metafore naive”, dar care „mizează pe inspirate efecte de comic burlesc și conține câteva secvențe antologice pe parcursul peregrinărilor eroului, un tip de «vagabond chaplinian» interpretat de Iurie Darie”. Regizorul recurge la tehnici de animație, cum ar fi procedeul pixilației (o tehnică prin care
personajul este filmat „imagine cu imagine”), mișcarea părând a fi mecanică.
Bujor T. Râpeanu consideră filmul drept o „comedie fantastică și de anticipație științifică” ce are un „final cu mesaj pacifist, pledând pentru utilizarea energiei atomice în scopuri pașnice”. 
Criticul Tudor Caranfil a dat filmului două stele din cinci și a făcut următorul comentariu: „Nimeni nu recunoaște că i-ar aparține servieta cu o periculoasă bombă, dar toți se bat pentru obținerea ei. Un tânăr șomer se pomenește cu ea, gata să-i explodeze în mână la cea mai mică atingere. Străzile se golesc. Doar „un înger de fată” îl înfruntă cu privirea. Ea deschide servieta, rupe o bucățică din bombă și-o trântește de pământ. Explozia e moderată. Un copil aleargă și trântește peste ciuperca exploziei șapca de școlar. Parodie de film polițist care ironizează politica înarmării atomice. Mai importante decât pledoaria pentru dezarmare apar, însă, azi mijloacele de expresie utilizate de autor: tehnica reunirii pantomimei chapliniene cu simbolica desenelor animate din seria „Omulețului” și trimiteri la dualitatea Charlot și Omulețul! ”Sursa de inspirație am găsit-o în «Furtuna» lui Shakespeare” – spunea cineastul. Din păcate, ideea filmului e prea firavă și generală, pentru a susține interesul celor 90 de minute de proiecție. Diplomă merit Edinburgh și Pr. III, Salonic, 1962; Măslinul de argint, Bordighera, 1963; Diplomă onoare Viena..” 
Un critic contemporan, regizorul Mihnea Columbeanu, a afirmat că primul lung-metraj al lui Gopo este un film controversat care se caracterizează prin inteligență și originalitate, acțiunea fiind o „vânzoleală caricatural-realistă atât de precis calculată, încât pendulează permanent între expozitiv și criptic - dihotomie care avea să mineze, în diverse proporții, toate lung-metrajele lui Gopo de mai târziu”. 
S-a furat o bombă este citat în multe studii internaționale cu privire la filmele cu spioni din țările comuniste.  

## Premii
Filmul a participat la Festivalul Internațional de Film de la Cannes din mai 1962, fiind nominalizat în selecția oficială pentru premiul Palme d’Or.  
El a obținut o serie de premii:
- Diploma de merit la Festivalul Internațional al Filmului New Europe de la Edinburgh (1962)[14]
- Premiul III la Festivalul Internațional al Filmului de la Salonic (septembrie 1962)[14]
- Premiul special al juriului „Măslinul de argint” la Festivalul internațional al filmului comic și umoristic Palazzo del Parco de la Bordighera (1963)
- Diplomă de onoare la Festivalul de Film de la Viena